# Taubenturm (Chantonnay)

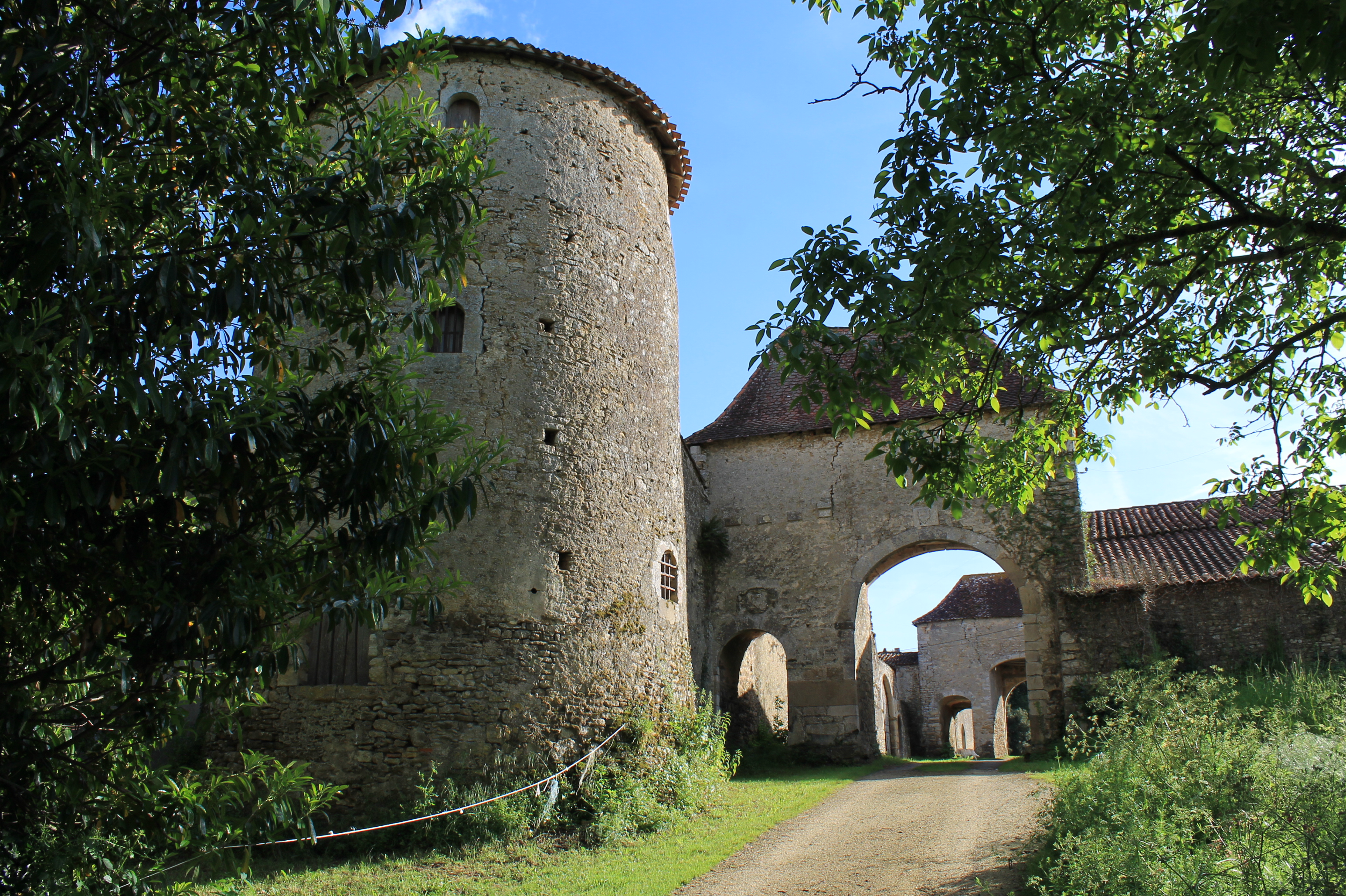
Taubenturm (links) und Zugang zum Herrenhaus in Chantonnay

Der Taubenturm (französisch colombier oder pigeonnier) des Manoir de Ponsay (Herrenhaus) in Chantonnay, einer französischen Gemeinde im Département Vendée in der Region Pays de la Loire, wurde 1591 errichtet. Der Taubenturm steht seit 1991 als Monument historique auf der Liste der Baudenkmäler in Frankreich.
Der runde Turm aus Bruchsteinmauerwerk besitzt im Inneren 1963 Nester. Dort gab es eine drehbare Leiter, mit deren Hilfe die Nester gereinigt und Taubeneier entfernt werden konnten.